# Liste der argentinischen Orden und Ehrenzeichen

Argentinisches Staatswappen

Diese Liste gibt einen Überblick über die argentinischen Orden und Ehrenzeichen.
- Erinnerungsmedaille an den Feldzug gegen Paraguay (1871)
- Erinnerungsmedaille an den Feldzug in Rio Negro und Patagonien (1881)
- Argentinische Rettungsmedaille (1905)
- Orden des Befreiers San Martin (1943)
- Orden de Mayo (1946)
- Zivil-Verdienstorden
- Militär-Verdienstorden
- Marine-Verdienstorden
- Luftwaffen-Verdienstorden
- Ehrenkreuz für Verdienste im Kampfeinsatz
- Militär-Verdienstmedaille